# Jean-Claude Chazal
Pour les articles homonymes, voir Chazal.
Jean-Claude Chazal, né le 1er avril 1944 à Langogne (Lozère), est un homme politique français, enseignant et membre du PS.
Élu député de la première circonscription de la Lozère avec 51,75 % des voix au second tour des élections législatives de juin 1997, il se représente sans succès en 2002 et 2007, recueillant respectivement 46,2 et 46,4 % des suffrages au second tour face à Francis Saint-Léger.

## Mandats

### Mandats en cours
- Ancien conseiller municipal de Langogne[2]

### Anciens mandats
- Conseiller général de la Lozère (canton de Langogne de 1979 à 1992 puis canton de Grandrieu de 1994 à 2015)
- Député de la première circonscription de la Lozère de 1997 à 2002

### Élections départementales de 2015
En 2015, conseiller général sortant, il est candidat sous l'étiquette Union de la Gauche aux élections départementales de 2015 sur le canton de Grandrieu avec Monique Guigon-Boullot. Il perd cette élection de seulement 43 voix, soit un écart de 0,5 % face au binôme Divers droites Bruno Durand et Valérie Vignal.

## Controverses
À la suite de son échec aux élections départementales de 2015 sur le canton de Grandrieu, Jean-Claude Chazal a été embauché en qualité de collaborateur de groupe politique au sein du Conseil départemental de la Lozère, au côté de la Présidente du Conseil départemental, Sophie Pantel, qui fut par ailleurs son attachée parlementaire lorsqu’il était député de la Lozère.
Plusieurs plaintes pénales semblent avoir été déposé au motif que cet emploi serait illégal au regard de l’âge de Jean-Claude Chazal,.
Ce dernier précisera dans un article publié le 29 avril 2021 dans la Lozère nouvelle que son « emploi en tant que collaborateur au Conseil départemental de la Lozère avait été validé et vérifié au titre du contrôle de la légalité ». 
Ces propos seront par la suite démentis par la préfecture qui indiquera, dans un courrier du 9 décembre 2021 adressé à Jean-François Pardigon, que « s’agissant de l’action du service public de contrôle de la légalité, le contrat relatif au recrutement de cette personne [Monsieur Chazal] n’a pas été transmis à la préfecture ».